# Erich Enge
Erich Enge (* 11. September 1932 in Rokytnice nad Jizerou, deutsch Rochlitz an der Iser, Tschechoslowakei; † 21. Dezember 2023 in Erfurt) war ein deutscher Maler und Grafiker.

## Leben und Werk

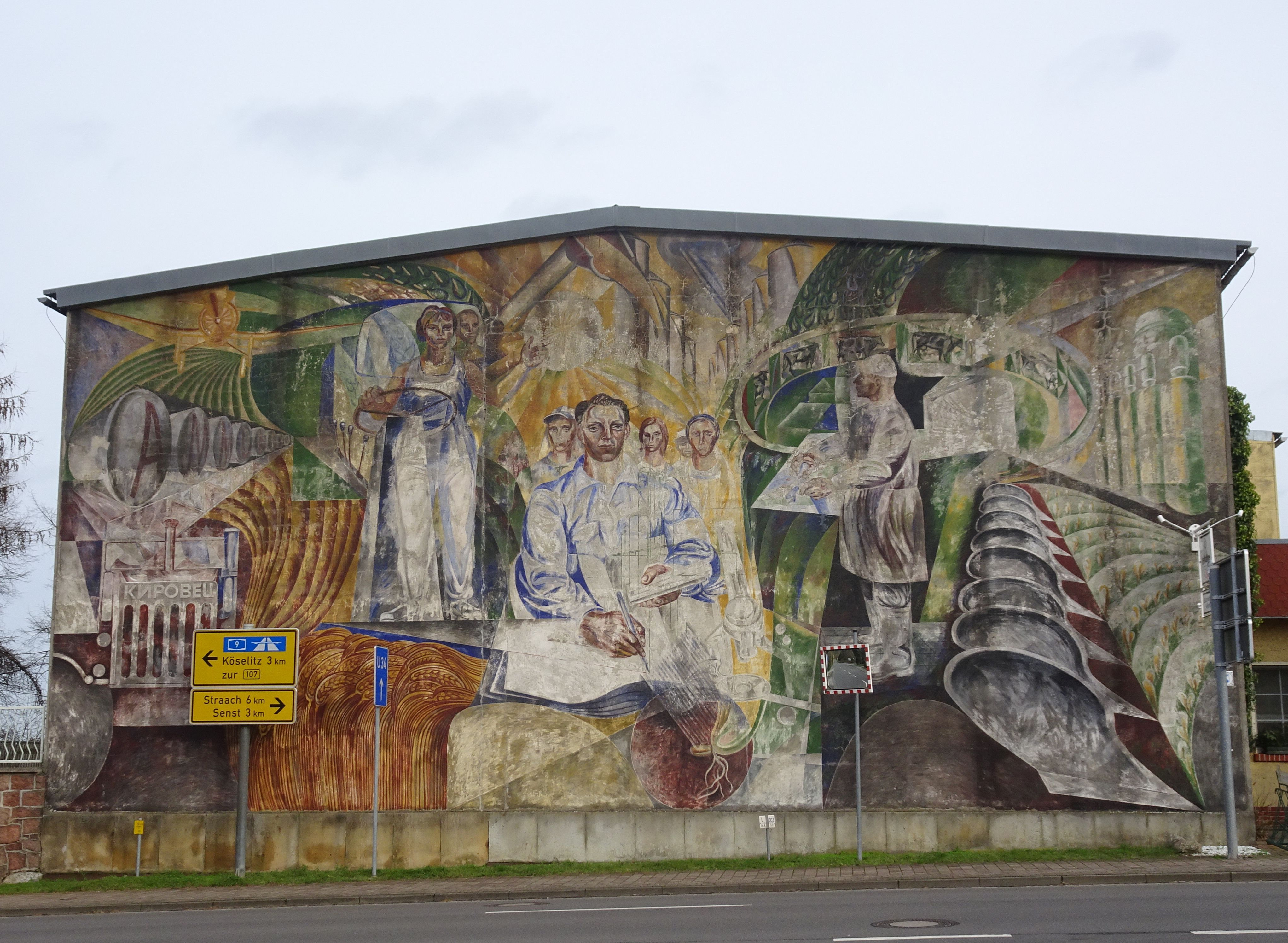
Denkmalgeschütztes Wandbild von Erich Enge in Cobbelsdorf an einem früheren Landkulturhaus

Enge machte von 1947 bis 1951 eine Maurerlehre und besuchte in dieser Zeit einen Malzirkel. 1951/1952 und 1955 bis 1959 studierte er bei Willi Sitte und Kurt Bunge an der Hochschule Burg Giebichenstein in Halle. In der Zwischenzeit arbeitete er als Gebrauchswerber. Nach dem Studienabschluss hatte Enge eine Aspirantur, ehe er sich als freischaffender Künstler niederließ und mit einer Folge großformatiger, effektvoll komponierter, expressiv und dramatisch angelegter Bilder hervortrat. 1965 war Enge einer der ersten Träger der Erinnerungsmedaille „20. Jahrestag Demokratische Bodenreform“. Anlässlich der Bezirkskunstausstellung in Halle 1969 wurde ihm „Modernismus“ vorgeworfen.
Enge lebte bis 1963 in Wolferode, dann bis 1971 in Eisleben und seitdem in Erfurt. 1978 erhielt Enge für das Gemälde „Fanfarenzug des Schuhkombinats Paul Schäfer“ den Kulturpreis der Stadt Erfurt.
Enge griff in seiner künstlerischen Arbeit immer wieder wichtige aktuelle Fragen auf. So schuf er 2013 und 2014 im Angesicht der Hochwasserkatastrophe in Thüringen und des Flüchtlingsdramas vor Lampedusa Bilderserien.
Enge unternahm mehrere Studienreisen ins Ausland, u. a. 1967 nach Vietnam, wo er auch eine Ausstellung hatte. Neben Gemälden und Grafiken schuf er u. a. in Halle, Erfurt, Eisenhüttenstadt und Bad Dürrenberg baubezogene Arbeiten im öffentlichen Raum. Von besonderer Bedeutung ist das 1976 fertiggestellte von mexikanischen Vorbildern beeinflusste monumentale Wandbild „Die Idee wird zur materiellen Gewalt, wenn sie die Massen ergreift“ in Erfurt-Rieth.
Enge war auf einer bedeutenden Anzahl von Ausstellungen im In- und Ausland vertreten, u. a. von 1967 bis 1983 auf allen Deutschen Kunstausstellungen bzw. Kunstausstellungen der DDR in Dresden. Werke Enges befinden sich u. a. im Kunstmuseum Moritzburg, Halle/Saale, im Erfurter Angermuseum und im Brandenburgischen Landesmuseum für moderne Kunst in Frankfurt/Oder. Er wurde auf dem Hauptfriedhof Erfurt beigesetzt.

## Werkbeispiele

### Tafelbilder
- Auf dem Heimweg (1964, Öl)[6]
- Napalm (1965, Mischtechnik)[7]
- Lachende (1972, Öl / Tempera; auf der VII. Deutschen Kunstausstellung)[8]
- Der Frieden besiegt den Krieg (1983/1984, Öl, 75 × 150 cm; Auftrag der NVA als Vorarbeit für eine großformatige Fassung)
- Deutsche Winterlandschaft 1933 (um 1984, Öl, 176 × 250 cm)[9]

### Wandbilder
- Lenins Worte werden wahr (1964/1966; Halle/Saale, Schieloer Straße)[10]
- Wandbild am vormaligen Kulturhaus in  Cobbelsdorf (1971/72)[11]

## Einzelausstellungen (Auswahl)
- 1973 Erfurt, Angermuseum
- 2015 Erfurt, Stadtmuseum[12]
- 2016 Sangerhausen, Wilhelm-Schmied-Verein